# Вайнберг, Адриан
Адриан Вайнберг (англ. Adrian Weinberg; род. 25 ноября 2001, Лос-Анджелес, Калифорния) — американский ватерполист, вратарь сборной США. Бронзовый призёр летних Олимпийских игр 2024 года, чемпион Панамериканских игр 2023 года. Участник летних Олимпийских игр 2020 и 2024 годов.

## Карьера
Адриан начал заниматься плаванием в возрасте семи лет, а позже попробовал себя в местной юношеской команде по водному поло. Сначала был полевым игроком, а позже попробовал себя в качестве вратаря. Играл за Академию водного поло «Прайд» и продолжил свою карьеру в Христианской школе Оукс в Вестлейк-Виллидж.
Вайнберг проходил обучение в Калифорнийском университете в Беркли. Очень быстро стал основным вратарём университетской команды.
С 2022 года Вайнберг играет в национальной сборной США.
На Панамериканских играх 2023 года сборная США, в составе которой играл Вайнберг, одержала победу, победив бразильцев в финальной встрече. Адриан впервые в карьере стал чемпионом Панамериканских игр.
На Олимпийских играх в Париже сборная США заняла третье место на групповом этапе. В четвертьфинале американцы выиграли у австралийцев по пенальти, а в поединке за третье место обыграли венгров также по пенальти. Вайнберг был в составе сборной основным вратарём.